# Справи Народовосьцьове
«Справи Народовосьцьове» (пол. «Sprawy Narodowościowe», укр. Справи Народностей) — двомісячник, що виходив 1927 — 1939 роках у Варшаві як орган польського Інституту Національних Дослідів (Instytut Spraw Narodowościowych) за редакцією Станіслава Папроцького.
«Справи Народовосьцьове» були присвячені вивченню національного питання, зокрема національним меншостям у Польщі, польській меншості поза Польщею та національним проблемам у СРСР; мали багату хроніку, відділ рецензій і бібліографії.
«Справи Народовосьцьове» присвячували чимало уваги українській проблематиці і (разом з «Бюлетенем Польсько-Українським») є й донині цінним і назагал об'єктивним джерелом з цієї ділянки. На українські теми писали: М. Фелінський, А. Крисінський, Л. Василевський, В. Томкевич та інші.
З українців у виданні друкували свої статті М. Ковалевський (постійний співредактор), а також М. Кордуба, О. Лотоцький, Р. Смаль-Стоцький, П. Сулятицький, С. Томашівський та ін.